# Renaissance FC (Guinea)
Der Renaissance Football Club de Conakry, auch bekannt als Renaissance  FC, ist ein 1999 gegründeter guineischer Fußballverein aus Conakry. Aktuell spielt der Verein in der ersten Liga.

## Geschichte
Der Verein wurde 1999 als Football Club Feindou gegründet. Am 18. Januar 2016 wurde der Verein in Renaissance Football Club de Conakry umbenannt.

## Erfolge
- Guineischer Zweitligameister: 2016  ▲, 2022  ▲

## Stadion
Die Heimspiele werden im Stade Municipal de Coléah in Coléah (Conakry) ausgetragen. Das Stadion hat ein Fassungsvermögen von 1000 Personen.